# Tetrascapha depressa
Tetrascapha depressa är en skalbaggsart som beskrevs av Chandler 2003. Tetrascapha depressa ingår i släktet Tetrascapha och familjen kortvingar. Inga underarter finns listade i Catalogue of Life.